# Perceforest
El Roman de Perceforest es un texto literario francés anónimo compuesto hacia 1340 en prosa, con irrupciones líricas, desarrollado en seis tomos. Narra a la manera caballeresca la historia ficticia de una Gran Bretaña colonizada por troyanos y posteriormente Alejandro Magno que establece una dinastía en la persona de Perceforest. En la obra, del mestizaje entre britanos (troyanos) y griegos surge la generación artúrica. Perceforest es el sobrenombre del personaje principal, sin embargo la obra contiene numerosos relatos protagonizados por otros personajes a lo largo de varias generaciones.

## Trama[1]
Libro I. Refugiados troyanos al mando de Bruto llegan Gran Bretaña y la colonizan venciendo a los gigantes autóctonos o desplazándolos hacia las montañas. Llega Alejandro Magno con su general Betis. Antes de partir hacia Babilonia Alejandro corona a Betis rey de Inglaterra y al hermano de este, Gadifer, rey de Escocia. También da comienzo a la institución de las justas. Betis derrota a Darnant, un hechicero de un bosque, y obtiene así su apodo de Perceforest ("penetra-bosque"). Se inicia el camino de Gran Bretaña hacia el perfeccionamiento de la civilización. El libro se cierra con coronamientos y matrimonios.
Libro II. Alejandro muere en Babilonia y Perceforest cae en una larga enfermedad de dieciocho años. Perceforest funda una orden de caballería, la del Franc-Palais, que anticipa la del rey Arturo (supuesto descendiente de Perceforest y de Alejandro). Gadifer resulta herido por un jabalí y debe retirarse a la Isla de Vida (Avalón). Lydoire, su esposa, se retira con él. Posteriormente incursionará esporádicamente en el mundo como la Reina Hada, que entre otras cosas profetizará una catástrofe sobre Gran Bretaña. El libro se cierra con las aventuras de los caballeros de la segunda generación.
Libro III. El eremita Pergamon organiza una serie de doce torneos en el "Castillo de las Doncellas" para casar a sus doce nietas. Se entremezclan los relatos de aventuras como la de Troilo y Zellandine (antecedente del cuento de la Bella Durmiente), Neronés y el Caballero Dorado o la de Gadifer y el mago Aroés.
Libro IV. Se produce la catástrofe profetizada por la Reina Hada: los romanos invaden Gran Bretaña. Ante el Franc-Palais se produce una gran batalla. Mueren todos los caballeros. Solo quedan las mujeres y los niños de la tercera generación. La Reina Hada transporta a Perceforest a la Isla de Vida. Allí esperará la llegada del "Dios verdadero" y su propio bautismo. Comienza un largo período de reconstrucción a cargo de la nueva generación.
Libro V. Prosigue la reconstrucción. Ourseau, nieto de Gadifer I, adquiere protagonismo. Nuevamente se produce una serie de doce torneos. Lo organiza la Reina Blanca para perfeccionar la caballería y encontrar marido para su hija Blanchette. Vence El Exiliado, un caballero anónimo que resulta ser hijo de Ginebra, una de las doce doncellas del Libro III.
Libro VI. Aventuras de Galafur, descendiente de Perceforest, que se casa con Alexandre-Fin-de-Liesse, descendiente de Alejandro. Se abate una nueva destrucción sobre el reino bajo el poder del invasor Scapiol que se hace coronar rey de toda Gran Bretaña. Galafur es transportado a la Isla de Vida. Olofer, hijo de Galafur, mata al jabalí que hiriera a Gadifer I y llega a la Isla de Vida para curar finalmente a este. Galafur II, hijo de Galafur I es bautizado bajo el nombre de Arfasen y emprende la conversión del país al cristianismo. Arfasen, junto con el sacerdote Natanael, va a la Isla de Vida para bautizar a sus antepasados. Estos antiguos reyes finalmente pueden abandonar la isla y morir.

## Autoría
Se desconoce la identidad del autor de la obra pero se considera muy verosímil que fuera un clérigo originario de Henao que la habría escrito a pedido del conde Guillermo I de Henao.

## Datación
La fecha de elaboración del texto comúnmente aceptada ronda el año 1340 (habría sido acabado entre 1337 y 1344).
Hay cuatro manuscritos del Perceforest que datan de la segunda mitad del siglo XV.
El manuscrito A, de la Biblioteca Nacional de Francia, copiado entre 1470 y 1475, que contiene les tomos I, II, III y V. Los tres primeros tomos llevan en sus frontispicios las armas y el emblema de Louis de Bruges, señor de Gruthuyse, consejero y chambelán de Felipe el Bueno, duque de Borgoña, para quien se copió el manuscrito.
El manuscrito B, de la Biblioteca Nacional de Francia, copiado entre 1471 y 1477 por Jacques d’Armagnac, duque de Nemours, que contiene los tomos I y IV.
El manuscrito C, de la Biblioteca del Arsenal, único que contiene la novela completa, explícitamente fechado de 1459 a 1460, transcrito por David Aubert por mandato de Felipe el Bueno. El texto ha sido explícitamente modernizado.
El manuscrito D, de la Biblioteca Británica de Londres, que contiene los tomos I y III, copiados entre 1471 y 1477.